# A Beginning
«A Beginning» es una canción orquestal de The Beatles del álbum Anthology 3. Fue compuesta por el productor musical del grupo, George Martin, para ser usada como la introducción del tema Don’t Pass Me By, compuesto por Ringo Starr en 1968, siendo inutilizado hasta 1996.
Fue utilizado más bien como una inspiración para las canciones instrumentales de la película de dibujos animados Yellow Submarine y se oye justo antes de "Eleanor Rigby". Fue incluido en Anthology 3 como un reemplazo de una planificada "nueva canción Beatle" Now and Then (junto con "Free as a Bird" y "Real Love").
A Beginning fue registrada el 22 de julio de 1968, con la misma orquesta que apareció en la canción de The Beatles "Good Night".

## Personal
Personal desconocido, sin embargo los instrumentos son:
- Doce violines.
- Tres violas.
- Arpa.
- Tres flautas.
- Clarinete.
- Trompa.
- Vibráfono.
- Bajo.